# Primera División de Islas Cook 2019
La Primera División de Islas Cook 2019 fue la edición número 46 de la Primera División de Islas Cook.

## Participantes
- Avatiu FC
- Matavera FC
- Nikao Sokattack FC
- Puaikura FC
- Titikaveka FC
- Tupapa Maraerenga FC

## Tabla General
Actualizado el 5 de diciembre de 2019.
| Pos. | Equipo                   | PJ. | PG. | PE. | PP. | GF. | GC. | DG. | Pts. | Clasificación a                            |
| ---- | ------------------------ | --- | --- | --- | --- | --- | --- | --- | ---- | ------------------------------------------ |
| 1    | Tupapa Maraerenga FC (C) | 15  | 11  | 3   | 1   | 60  | 12  | +48 | 36   | Campeón y Liga de Campeones de la OFC 2020 |
| 2    | Nikao Sokattack FC       | 15  | 10  | 2   | 3   | 59  | 23  | +36 | 32   |                                            |
| 3    | Puaikura FC              | 15  | 6   | 4   | 5   | 35  | 22  | +13 | 22   |                                            |
| 4    | Titikaveka FC            | 15  | 5   | 3   | 7   | 23  | 52  | -29 | 18   |                                            |
| 5    | Matavera FC              | 15  | 2   | 3   | 10  | 15  | 44  | -29 | 9    |                                            |
| 6    | Avatiu FC                | 15  | 2   | 3   | 10  | 19  | 58  | -39 | 9    |                                            |

| Bandera de Islas Cook                     |
| Campeón Tupapa Maraerenga FC 15.vo título |